# Helen MacInnes
Helen Macinnes (født 7. oktober 1907 i Glasgow, død 30. september 1985 i New York City) var en skotsk-amerikansk forfatter til 22 spændingsromaner. Flere af dem er filmatiseret, og flere af dem er oversat til dansk. 
Hun blev uddannet ved universitetet i Glasgow (fransk og tysk) og arbejdede som bibliotekar. I 1937 flyttede hun til New York City sammen med sin ægtefælle, Gilbert Highet, der underviste på Columbia University. 
Hun slog igennem med Above Suspicion (1942, også filmatiseret), og siden fulgte Han kom fra Luften (Assignment in Brittany, 1942, filmatiseret). Stort set alle bøger efter 2. verdenskrig er spionromaner med Den kolde Krig som baggrund og i 1970'erne og 1980'erne stadig oftere om terror. 
Sammen med sin ægtefælle (de arbejde også sammen på faglige oversættelser) rejste de Europa tyndt for at finde locations til romanerne, der beskrives akkurat og levende, at læseren får lyst til at besøge stederne: Østrig, Schweiz, Frankrig, Rom, Merano, Grækenland, Malaga osv. 
Bøgerne er ikke stor poesi, men velskrevne og levende. De balancerer ofte mellem ren idyl og rå vold. 
Hovedpersonen er ofte en mand i 30'erne, akademiker (kunstanmelder, forfatter, musikkritiker osv), single, som uden eget ønske bliver hvirvlet ind i en ukendt verden, hvor han viser uventet styrke og kommer helskindet og meget klogere ud på den anden side.
MacInnes kunne ikke drømme om at svigte sine læsere. Forudsigeligt, banalt? Nej, man er simpelthen i godt og (meget) fængslende selskab. 
På sin vis kan Helen MacInnes vække minder om sin samtidige Eric Ambler og Leif Davidsen og Ken Follett. 
De kvindelige personer i bogen er både intelligente og handlekraftige - men manden får det sidste ord! 
I 1966 fik hun Columbias litteraturpris. 

## Værker
- Above Suspicion (1941, filmatiseret), da:[1]
- Assignment in Brittany (1942, filmatiseret): da: [2]
- The Unconquerable (eller While Still We Live, 1944)
- Horizon (1945)
- Friends and Lovers (1947)
- Rest and Be Thankful (1949)
- Neither Five Nor Three (1951)
- I and My True Love (1953)
- Pray for a Brave Heart (1955, da: [3]
- North from Rome (1958), da: [4]'
- Decision at Delphi (1960)
- The Venetian Affair (1963, filmatiseret), dansk: Møde i Venedig (Hasselbalch)
- Home Is the Hunter (1964)
- Double Image (1966)
- The Salzburg Connection (1968, filmatiseret), da: [5]
- Message from Malaga (1971)
- Snare of the Hunter (1974), da: "[6]
- Agent in Place (1976)
- Prelude to Terror (1978), da: [7]
- The Hidden Target (1980)
- Cloak of Darkness (1982), da: [8]
- Ride a Pale Horse (1984)

1-8: dansk oversættelse udkommet på Skrifola/Lademanns forlag. 